# ヴォクスホール・ガーデンズ

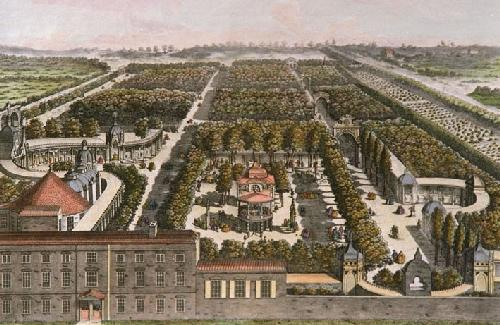
ヴォクスホール・ガーデンズ（1751年ごろ）

ヴォクスホール・ガーデンズまたはヴォクソール・ガーデンズ（Vauxhall Gardens）は、17世紀後半から19世紀なかばまでロンドンにあったプレジャー・ガーデン。ロンドンの代表的なプレジャー・ガーデンであり、遊園地の祖と見なされている。

## 歴史

### 初期
ヴォクスホール・ガーデンズはテムズ川の南岸のヴォクソール地区に作られた。ロンドン中心地からはウェストミンスター橋を渡っていったが、ウェストミンスター橋ができたのはヴォクスホール・ガーデンズができてから100年ちかく後の1760年であり、また橋ができた後でも船で渡って訪れることも多かった。最初は「ニュー・スプリング・ガーデンズ」と呼ばれていた（「ニュー」とついているのはホワイトホールにあった古いスプリング・ガーデンズと区別するため）。1660年ごろに開園し、敷地面積は12エーカー（約5ヘクタール）だった。
プレジャー・ガーデンは17世紀にフランスを中心としてヨーロッパ各地に広がった。イギリスでは王政復古でチャールズ2世の即位した1661年以後ロンドンのあちこちにプレジャー・ガーデンが作られた。ヴォクスホール・ガーデンズと同時期に作られた他の有名な施設にはメリルボン・ガーデンズ (Marylebone Gardens) がある。
初期のヴォクスホール・ガーデンズはフランスのプレジャー・ガーデンを模倣した庭園で、入場は無料であり、主に飲食物の売り上げによって収入を得ていた。庭園内には遊歩道やあずま屋、生垣、果樹園などがあって、散策や男女の情事の場所として知られた。しかし売春婦などもはいりこみ、風紀に問題も発生した。18世紀にはいってアン女王の時代になると、ヴォクスホール・ガーデンズは非道徳的な場所として批判されるようになった。

### 盛期

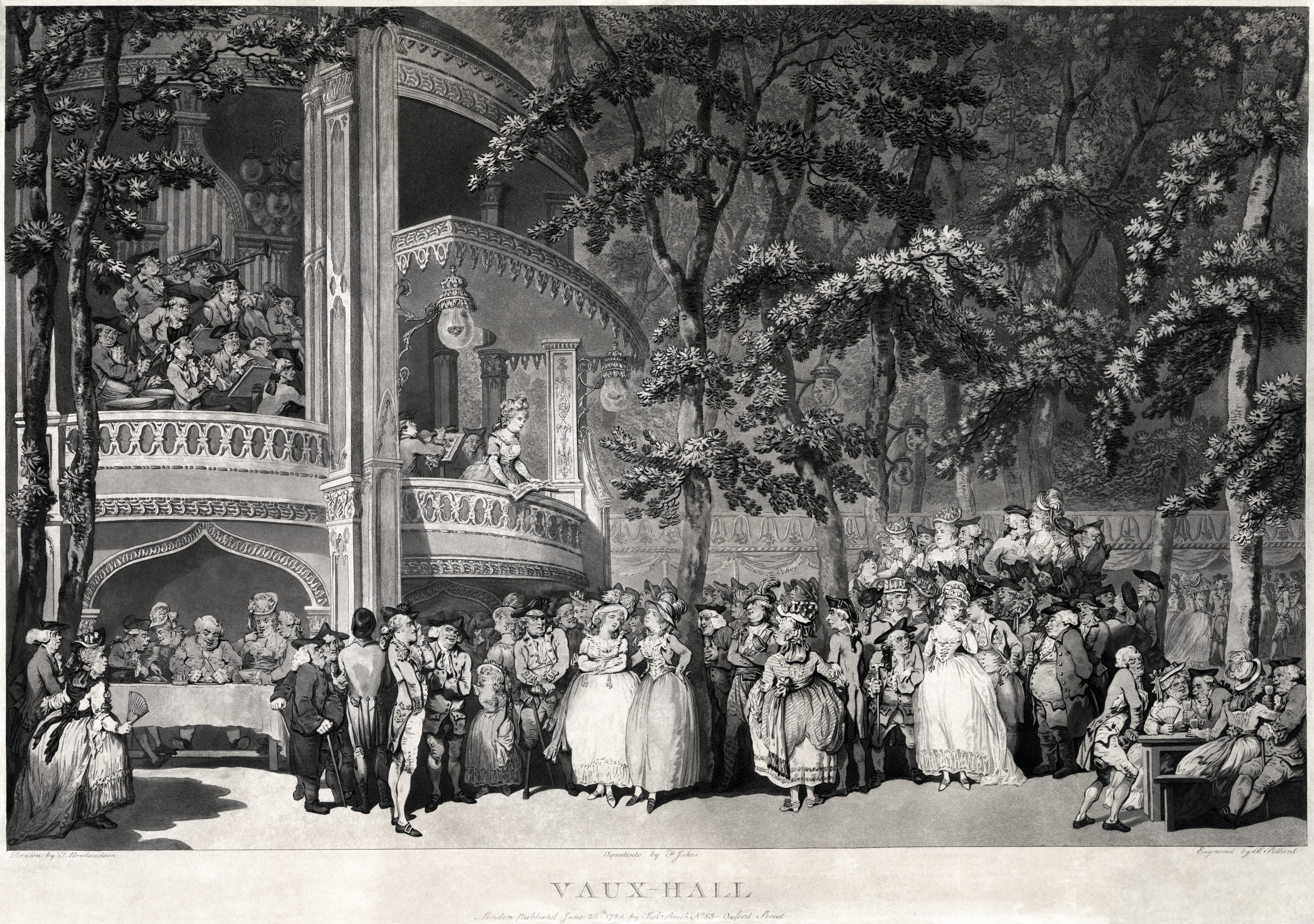
ヴォクスホール・ガーデンズの音楽会と食事の様子（1785年）

1728年、ジョナサン・タイヤーズ (Jonathan Tyers) という人物がヴォクスホール・ガーデンズを賃借し、大幅な改造を施して1732年に新規開園した。ヴォクスホール・ガーデンズは1シリングの入場料を取るようになったが、シーズン（6-8月）用のチケットもあり、2人で1ギニーだった。タイヤーズは1752年にヴォクスホールを買いとっている。
新しいヴォクスホール・ガーデンズの開園は17:00で、庭園内には噴水や人工の滝をほどこし、ゴシック、古典主義、中国風などのさまざまの建築様式の建物があった。また何千ものランプや中国風の提灯によって照らされた。園内にはフランシス・ヘイマンやウィリアム・ホガースの大規模な絵画が飾られた。散歩、恋愛、食事、飲酒、音楽鑑賞、絵画鑑賞、彫像の鑑賞などのさまざまな歓楽を提供した。タイヤーズは木陰に管弦楽を隠して演奏させた。珍しい出し物として「透かし絵」は半透明の絵の具で絵を描いて、背後から照明をあてて幻想的な空間を作りだすものだった。またある出し物では短冊状のブリキに照明を当てることで滝が流れているように見せるものがあったが、「ブリキの滝」と呼ばれてむしろ嘲笑の対象になった。人気を呼んだイベントは野外のコンサートとホールで開かれる仮面舞踏会だった。ロタンダ（円形建築物）は直径70フィート（約21メートル）の丸屋根で覆われた建物で、雨の日にはここで音楽会が開かれた。
ヴォクスホール・ガーデンズのライバルとしては1742年に西のチェルシーに開園したラニラ・ガーデンズ (Ranelagh Gardens) があった。ラニラはヴォクスホールより小さかったが、ロタンダは直径150フィートもあってヴォクスホールのものより大きかった。またヴォクスホールよりも庶民的であったらしい。

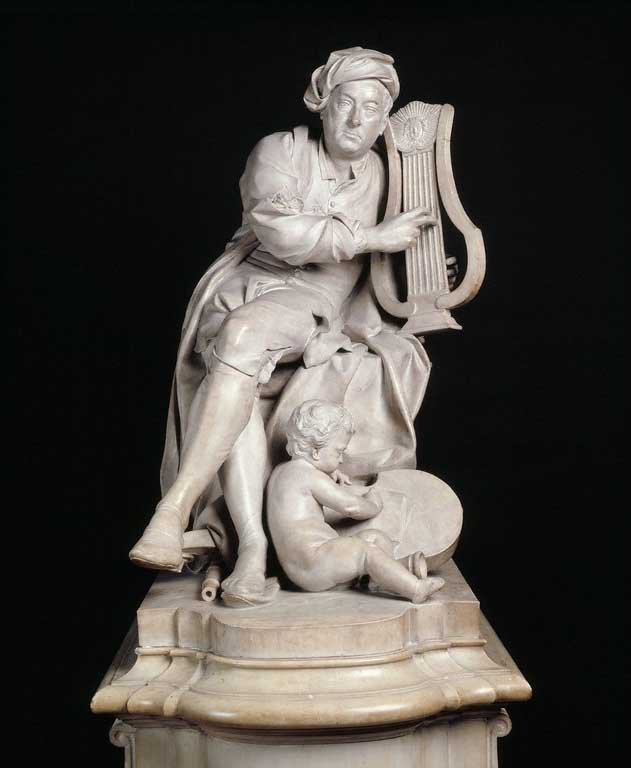
ルビリヤックによるヘンデル像、現在はヴィクトリア&アルバート博物館蔵

1738年にはルイ＝フランソワ・ルビリヤック作のヘンデルの大理石像が庭園内に披露され、人気を呼んだ。1749年4月21日にはオーストリア継承戦争の終結を祝うための花火イベントの公開リハーサル（『王宮の花火の音楽』はこのイベントのために書かれた）がヴォクスホールで行われたが（本番はグリーンパーク (Green Park) で開催）、未曾有の1万2000人以上の聴衆を集め、あまりの人の多さのためにロンドン橋が通行止めになったと伝えられる。
幼いヴォルフガング・アマデウス・モーツァルトは父につれられて1764年にロンドンに到着し、姉のナンネルとともにヴォクスホールやラニラでコンサートを開いて好評を得た。

### 衰退
1767年にタイヤーズが死んだあと、同名の息子が経営を引きついだが、その後も30年間ほどはヴォクソール・ガーデンズは人気があり続けた。1792年には入園料が2シリングに値上げされたが、園内でのさわぎや猥褻行為を排除することはできず、風紀の悪さから衰退をはじめた。
1780年代にフランスのモンゴルフィエ兄弟が熱気球の飛行に成功して以来、ロンドンでも気球による飛行に大きな関心が持たれるようになったが、ヴォクスホール・ガーデンズは気球の主な出発地だった。
花火は1798年にはじめて登場し、1813年にようやく定期的な出し物になった。これはメリルボンで1718年に花火の出し物がはじまったのに比べると大幅に遅かった。
19世紀にはいってもロンドンの人々の野外の娯楽の中心地であり続けたが、ロンドンの名所はほかにもでき、ヴォクスホールは相対的に人気が低下した。あまりにも長い間同じような娯楽を提供し続けたためにヴォクスホールは飽きられてしまった。
1810年代にはいってようやく大きな改革を試みるようになったが、人気は回復しなかった。それまでは夜の間しか開いていなかったのを1830年代には昼間も開くようにしたが、夜の間ならば幻想的であった仕掛けも昼間では貧相さが目立ち、チャールズ・ディケンズに批判されている。
1827年にはワーテルローの戦いの大規模な再現ショーが開催され、ウェリントン公爵本人が見物に来た。
1859年7月25日にヴォクスホール・ガーデンズではパーティーが開かれ、それを最後に閉園した。
ライバルだったラニラ・ガーデンズも人気を失い、ヴォクスホールよりずっと早く1803年に閉園し、1805年にはロタンダも取りこわされた（今もラニラ・ガーデンズはあるが、普通のイギリス式庭園である）。

### 現在
閉園後この地は宅地となり、300軒ほどの家が建っていたが、1976年にインナーシティの荒廃した住宅地と化した一帯を再開発した際、新しくスプリング・ガーデンズが作られた。2012年にスプリング・ガーデンズはヴォクスホール・プレジャー・ガーデンズと改称した。

### 影響

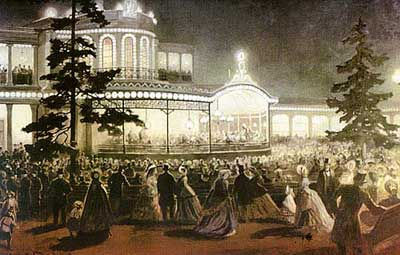
1862年、ツァールスコエ・セロー鉄道開業25周年を祝ってパヴロフスク駅舎「ヴォクザール」で開催された舞踏会

18世紀後半にはヴォクスホールの名声はヨーロッパに広がった。1764年にはフランスに「voxal」と名乗るプレジャー・ガーデンが、同じころにはワルシャワにも「voksal」を名乗る庭園が現れた。ロシアにも1775年に有料のプレジャー・ガーデンが開業し、サンクトペテルブルクやモスクワの近郊に次々にプレジャー・ガーデンが開業した。「ヴォクサール」（Воксал）はロシア語でプレジャー・ガーデンを意味する言葉になった。
1837年にロシア最初の鉄道であるツァールスコエ・セロー鉄道がサンクトペテルブルクとツァールスコエ・セローの間に開業し、1838年にはロシア皇族の庭園で名高かったパヴロフスクへ延長した。パヴロフスクのターミナル駅舎は「ヴォクザール」と呼ばれ、西欧からヨハン・シュトラウス2世らの有名作曲家を招いての音楽会や舞踏会や食事会を開催するコンサートホールとしても使用され、多くの乗客をパヴロフスクに集めるなど非常な成功を収めた。現在でもロシアやウクライナなど、旧ソ連圏で大きなターミナル駅のことを「ヴォクザール」（Вокзал）と呼ぶのは、パヴロフスク駅のヴォクザール・パビリオンに由来する。

## 文学中のヴォクスホール・ガーデンズ
ヴォクスホール・ガーデンズは小説の舞台としてしばしば登場する。ヘンリー・フィールディング『アミーリア』（1751年）では女性にとって危険な場所として描かれる。トバイアス・スモレット『ハンフリー・クリンカー』（1771年）にも出現する。サッカレー『虚栄の市』（1848年）の最初の方の重要な舞台でもあり、19世紀の衰退したヴォクスホール・ガーデンズが描かれる。